# Stazione meteorologica di Marsiglia
La stazione meteorologica di Marsiglia è la stazione meteorologica di riferimento per il servizio meteorologico francese e per l'Organizzazione Mondiale della Meteorologia, relativa alla città di Marsiglia.

## Coordinate geografiche
La stazione meteorologica è situata in Francia, nella regione Provenza-Alpi-Costa Azzurra, nel dipartimento delle Bocche del Rodano, nel comune di Marsiglia, a 36 metri s.l.m. e alle coordinate geografiche 43°30′N 5°12′E.

## Dati climatologici
Secondo i dati medi del trentennio 1961-1990, la temperatura media del mese più freddo, gennaio, si attesta a +7,1 °C, mentre quella del mese più caldo, luglio, è di +24,1 °C.

Le precipitazioni medie annue sono inferiori ai 600 mm, distribuite mediamente in 56 giorni, con un picco in autunno ed un minimo estivo.
| Marsiglia           | Mesi | Mesi | Mesi | Mesi | Mesi | Mesi | Mesi | Mesi | Mesi | Mesi | Mesi | Mesi | Stagioni | Stagioni | Stagioni | Stagioni | Anno  |
| Marsiglia           | Gen  | Feb  | Mar  | Apr  | Mag  | Giu  | Lug  | Ago  | Set  | Ott  | Nov  | Dic  | Inv      | Pri      | Est      | Aut      | Anno  |
| ------------------- | ---- | ---- | ---- | ---- | ---- | ---- | ---- | ---- | ---- | ---- | ---- | ---- | -------- | -------- | -------- | -------- | ----- |
| T. max. media (°C)  | 11,2 | 12,6 | 15,3 | 17,7 | 22,2 | 26,3 | 29,5 | 29,2 | 25,3 | 20,3 | 14,7 | 12,0 | 11,9     | 18,4     | 28,3     | 20,1     | 19,7  |
| T. min. media (°C)  | 3,0  | 3,9  | 6,0  | 8,5  | 12,6 | 16,0 | 18,7 | 18,7 | 15,5 | 11,6 | 6,8  | 4,1  | 3,7      | 9,0      | 17,8     | 11,3     | 10,5  |
| Precipitazioni (mm) | 53,6 | 43,5 | 40,4 | 57,9 | 41,2 | 25,4 | 12,6 | 31,4 | 60,6 | 85,4 | 50,6 | 52,0 | 149,1    | 139,5    | 69,4     | 196,6    | 554,6 |
| Giorni di pioggia   | 6    | 5    | 5    | 6    | 5    | 4    | 1    | 3    | 4    | 6    | 5    | 6    | 17       | 16       | 8        | 15       | 56    |

## Temperature estreme mensili dal 1921 in poi
Nella tabella sottostante sono indicate le temperature estreme mensili registrate dal 1921 ad oggi con il relativo anno in cui sono state registrate. La temperatura massima assoluta finora registrata è di +39,7 °C e risale al 26 luglio 1983, mentre la temperatura minima assoluta è di -16,8 °C risalente al 12 febbraio 1956.
| Marsiglia (1921-2023) | Mesi         | Mesi         | Mesi         | Mesi        | Mesi        | Mesi        | Mesi        | Mesi        | Mesi        | Mesi        | Mesi        | Mesi         | Stagioni | Stagioni | Stagioni | Stagioni | Anno  |
| Marsiglia (1921-2023) | Gen          | Feb          | Mar          | Apr         | Mag         | Giu         | Lug         | Ago         | Set         | Ott         | Nov         | Dic          | Inv      | Pri      | Est      | Aut      | Anno  |
| --------------------- | ------------ | ------------ | ------------ | ----------- | ----------- | ----------- | ----------- | ----------- | ----------- | ----------- | ----------- | ------------ | -------- | -------- | -------- | -------- | ----- |
| T. max. assoluta (°C) | 19,9 (1948)  | 22,5 (2022)  | 25,4 (1989)  | 29,6 (1947) | 34,9 (2009) | 39,6 (2019) | 39,7 (1983) | 39,2 (1922) | 34,3 (1949) | 30,4 (1997) | 25,2 (1924) | 20,7 (2021)  | 22,5     | 34,9     | 39,7     | 34,3     | 39,7  |
| T. min. assoluta (°C) | −12,4 (1985) | −16,8 (1956) | −10,0 (1949) | −2,4 (1935) | 0,0 (1960)  | 5,4 (1932)  | 7,8 (1948)  | 8,1 (1924)  | 1,0 (1931)  | −2,2 (1941) | −5,8 (1921) | −12,8 (1940) | −16,8    | −10,0    | 5,4      | −5,8     | −16,8 |